# 岐阜県道170号田之上屋井線
岐阜県道170号田之上屋井線（ぎふけんどう170ごう たのかみやいせん）は、岐阜県瑞穂市田之上から同県本巣市屋井に至る一般県道である。

## 概要

### 路線データ
岐阜県法規集に基づく起終点および経過地は次のとおり
- 起点：瑞穂市田之上（田之上倉町交差点＝岐阜県道92号岐阜巣南大野線交点）
- 終点：本巣市屋井（＝国道303号交点）
- 路線延長：5.117 km[要出典]

## 地理

### 通過する自治体
- 岐阜県
瑞穂市 - 本巣市

### 交差する道路
瑞穂市
- 岐阜県道92号岐阜巣南大野線：田之上倉町交差点。

本巣市
- 岐阜県道53号岐阜関ケ原線：政田溝口交差点
- 岐阜県道159号北方真正大野線：政田
- 国道303号：屋井

### 沿線
- LCワールド本巣
- リバーサイドモール